# Sortland
Sortland város Norvégia északi részén, Nordland megyében. 
A várossal azonos nevű Sortland község (járás) székhelye. Sortland város lakosainak száma 5664 fő (2024), míg a községi terülten 10618 fő élt 2024-ben.

## Elhelyezkedése
A város Langøya szigetének keleti részén helyezkedik el, a Sortlandsundet szoros partján. A szoros másik oldalán, a várossal szemben az ország legnagyobb part menti szigete, a Hinnøya sziget található, ezek a Vesterålen szigetcsoporthoz tartoznak. 
Sortland község területe magába foglalja Langøya és Hinnøya szigetek egyes részeit, utóbbi szigeten található a községhez tartozó Strand (785 lakos) és Sigerfjord (814 lakos) települések.  A Lofoten sziegetcsoport délre helyezkedik el. Harstad városa a Hinnøya sziget keleti részén fekszik. 

## Története
Sortland 1997-ben kapta meg a városi rangot. A kisváros környékét azonban már a viking mondák is említik. A sortlandi templomot 1370-ben említik először írásos források. A 17. században kereskedők kezdtek letelepedni. 1869-ben már több mint 1000 ember élt a környéken, jelentős szerepe volt a hering halászatnak és a mezőgazdaságnak. A település közigazgatásilag 1841-ben alakult meg. Az első konzervgyár 1912-ben épült és mintegy 120 embert foglalkoztatott. A 20. század elején Sortland volt Vesterålen legforgalmasabb kereskedelmi központja. A Hurtigruten hajójárat 1922. évtől köt ki a városban. 1948-ban létesítették az autós kompot, ami a Sortland híd 1975-ben történt átadásáig biztosította az autós közlekedést a szárazföld felé.

## Gazdasági szerepe
Sortland városa a Vesterålen régióban Harstad után vezető szerepet tölt be, kereskedelmi központ. A legfontosabb iparágak a kereskedelem, a mezőgazdaság, a halászat és az akvakultúra. Sortland az egyetlen olyan település Vesterålenben, amelynek lakossága az ezredforduló óta stabilan növekedett. A kisváros méreteihez képest több bevásárlóközponttal rendelkezik. A Skibsgården bevásárlóközpontban 20 üzlet és 4 étterem található, a Storsenter 37 üzlettel rendelkezik, továbbá a handelsparken ütletközpont is biztosítja a vásárlási lehetőséget a térségben.
A város két nagyobb 4 csillagos szállodával (Thon Hotel Sortland és Scandic Sortland) is rendelkezik.
A települést "kék városként" is szokták nevezni,mivel Sortlandban több épületet kék színre festettek. 1999-ben Bjorn Elvenes festőművész állt elő azzal az ötlettel, hogy Sortland épületeit fessék kékre, amivel hírnévre tesznek szert és a turistákat is vonzza. Azóta a belvárosban számos épület a kék különböző árnyalataiban díszeleg.
Sortlandben  minden évben ősszel Jazz Fesztivált rendeznek.
A város fedett sportcsarnoka a Blåbyhallen nevet viseli. A Blåbyhallen egy labdarúgó/multifunkcionális csarnok, műfüves felülettel rendelkezik. A csarnok ad otthont a Sortland IL férfi és női csapatainak.
A norvég parti őrség (Kystvakten/ KV) egyik bázisa Sortlandban található, míg a Norvég Királyi Haditengerészet fő bázisa délen, Bergen mellett (Haakonsvern) van.

## Közlekedés
Sortland közúton közelíthetú meg, a térség vasúton nem érhető el, a város környékén repülőtér sincs. A legközelebbi nagyobb repülőtér a Harstad/Narvik repülőtér.
A kikötőjében a Hurtigruten part menti hajójárat napi szinten megáll.
Gépjárművel Norvégia szárazföldi részére, Narvik irányába, illetve az E6 számú főút felé lehet eljutni. A Langøya szigertől a Hinnøya szigetre a 948 méter hosszú Sortland-szoroson átívelő Sortland-hídon lehet átjutni, amely 1975-ben készült el.  A Hinnøya szigeten az E10 számú főút visz a szárazföld irányába, de itt is van még egy híd, a Tjeldsund-híd, amely a Hinnøya szigetről vezet át kontinentális területre. 